# Romeo-Falle
Romeo-Falle bezeichnet eine Sexpionage-Operation eines Nachrichtendienstes, bei der ein männlicher Agent eine Liebesbeziehung zu einer (meist weiblichen) Quelle gezielt aufbaut, um von dieser Informationen zu erhalten. Im Falle einer weiblichen Agentin spricht man von Venus-Falle.

## Deutschland
Auch die Hauptverwaltung A des Ministeriums für Staatssicherheit der DDR bediente sich bei der Spionage häufig dieser Methode. Bevorzugte Zielpersonen waren hierbei Mitarbeiterinnen in bundesdeutschen Sicherheitsbehörden oder Bundesministerien.
Nach dem Ende der Maßnahme hatte das Vorgehen weitere und überwiegend langwierige Folgen für die Zielpersonen. Sie verloren nicht nur den vermeintlichen Ehemann oder Lebensgefährten, sondern sahen sich auch noch der Verachtung ihres Auftraggebers ausgesetzt. Wegen der Rechtsprechung des Bundesverfassungsgerichts für ehemalige DDR-Bürger, welches zu einem Verfolgungsverbot wegen früherer Spionage in der Bundesrepublik für diesen Personenkreis führte, begegneten sie nach der Deutschen Wiedervereinigung ihren ehemaligen Lebenspartnern als (selbst strafrechtlich nicht behelligte) Belastungszeugen in den gegen sie geführten Strafprozessen wieder.

## Beispiele
Der stalinistische Agent Ramón Mercader verlobte sich Ende der 1930er Jahre mit Leo Trotzkis Sekretärin Sylvia Ageloff, wodurch er 1940 ein erfolgreiches Attentat auf diesen verüben konnte.
Die Geschichte der Spionage zwischen beiden deutschen Staaten ist reich an Romeo-Einsätzen.
- Ursel Lorenzen (Sekretärin im NATO-Hauptquartier in Brüssel) – Dieter Will (MfS-Agent)
- Homosexuellen-Paar Egon Streffer und Dieter Popp werten Abwehrspezialisten als Romeo-Fall.

## Rezeption in Filmen und Serien
- Fernsehfilm Romeo

Die Regisseurin Hermine Huntgeburth nahm sich des Themas 2000 im Fernsehfilm Romeo an und wurde dafür 2002 mit dem Adolf-Grimme-Preis ausgezeichnet. Sylvester Groth spielt darin einen Stasiagenten, der seine Informantin (Martina Gedeck) heiratet und sie wieder verlässt, als sie ihm keine Informationen mehr bieten kann.
- Die andere Frau

2004 spielte Barbara Sukowa in Die andere Frau eine Sekretärin des Auswärtigen Amtes, die einem Romeoagenten der Stasi Zugang zu geheimen Dokumenten verschafft. Regie führte Margarethe von Trotta.
- Der gleiche Himmel

Im Frühjahr 1974 schleust die Stasi den Romeo-Agenten Lars Weber nach West-Berlin ein – er soll die Datenanalystinnen Lauren Faber und nach ihr Sabine Cutter verführen.
- Dokumentarfilm Unternehmen Romeo

ARD 1998, nach dem gleichnamigen Buch (Aufbau-Verlag, Berlin 1999).
- Fernsehserie The Americans

In den sechs Staffeln dieser US-amerikanischen Serie, die von einem KGB-Agentenpaar handelt, das verdeckt in den USA der 1980er Jahre operiert, werden sowohl Romeo- als auch Venus-Fallen als wiederkehrendes Element in verschiedenen Varianten thematisiert und dargestellt.